# Tsukimi Namiki
Tsukimi Namiki (em japonês:  並木 月海; Narita, 17 de setembro de 1998) é uma boxeadora japonesa, medalhista olímpica.

## Carreira
Namiki começou no boxe em 2013 e, em 2015, ela competiu no Balkan Women's Youth Tournament. Ela conquistou a medalha de bronze nos Jogos Olímpicos de Verão de 2020 em Tóquio, após confronto na semifinal contra a húngara Stoyka Krasteva na categoria peso mosca.